# Appalto pubblico
Un appalto pubblico, nell'ordinamento giuridico di uno Stato, è un contratto a titolo oneroso stipulato per iscritto tra uno o più operatori economici e una o più stazioni appaltanti avente per oggetto l'esecuzione di lavori, la fornitura di beni o la prestazione di servizi.
Le direttive 2014/23/UE, 2014/24/UE e 2014/25/UE regolano la materia e sono state recepite prima nel D.Lgs. 50/2016 e poi nell'attuale codice dei contratti pubblici, il D.Lgs. 36/2023.

## Appalti pubblici di lavori, servizi e forniture
Gli appalti pubblici possono essere di lavori, forniture o servizi.
Gli appalti pubblici di lavori sono appalti pubblici aventi per oggetto l'esecuzione o, congiuntamente, la progettazione esecutiva e l'esecuzione, relativamente a lavori o opere di un'opera rispondente alle esigenze specificate dalla stazione appaltante o dall'ente aggiudicatore.
Quando il contratto ha per oggetto congiuntamente la progettazione e l'esecuzione si parla di appalto integrato, di cui ve ne sono due specie:
- l'appalto integrato tradizionale, nel quale l'appaltatore predispone il progetto esecutivo sulla base del progetto definitivo predisposto dalla stazione appaltante (o ente aggiudicatore);
- l'appalto integrato complesso, nel quale la stazione appaltante (o ente aggiudicatore) si limita a predisporre il progetto preliminare, ciascun concorrente propone un progetto definitivo e l'appaltatore, selezionato anche sulla base del progetto proposto, predispone il progetto esecutivo.

Qualora, per l'esecuzione di lavori o forniture che presentino particolari caratteristiche tecniche, la pubblica amministrazione non avesse predisposto un progetto può ricorrere all'appalto concorso con il quale, sulla base delle indicazioni fornite dall'ente appaltante, il concorrente dovrà presentare non soltanto le offerte economiche ma anche i relativi progetti tecnici. Con questa procedura l'aggiudicazione prescinde dalla mera convenienza dell'offerta economica ma verte anche sulla validità delle soluzioni e della perfezione tecnica dei progetti proposti.
Gli appalti pubblici di forniture sono appalti pubblici aventi per oggetto l'acquisto, la locazione finanziaria, la locazione o l'acquisto a riscatto, con o senza opzione per l'acquisto, di prodotti.

## Appalti pubblici e concessioni
Con il decreto legislativo 36/2023, il Codice dei contratti pubblici, il Governo ha recepito le tre direttive europee in materia di aggiudicazione dei contratti di concessione, di appalti pubblici e di procedure d'appalto degli enti erogatori nei settori dell'acqua, dell'energia, dei trasporti e dei servizi postali, ed ha operato il riordino di tutta la disciplina vigente. Numerose sono le novità del nuovo codice dei contratti pubblici, introdotte nell’ottica della semplificazione, dello snellimento dei procedimenti e della lotta alla corruzione e soprattutto nel segno dell’incremento dell’efficienza amministrativa e della competitività del Paese.

## Corruzione in appalti pubblici
Spesso gli appalti pubblici sono a rischio corruzione: nella corruzione in senso generico il pubblico ufficiale o l'incaricato di pubblico servizio percepiscono l'utilità in seguito ad un accordo con il privato, viceversa, nella concussione il pubblico ufficiale sfrutta la propria posizione di supremazia o potere per costringere o comunque indurre il privato a corrispondere o promettere denaro od altre utilità. Le due fattispecie criminose sono, pertanto, l'una l'opposto dell'altra. La giurisprudenza si è a questo proposito interrogata sul criterio che consenta di stabilire quando la dazione è frutto di accordo (corruzione) e quando invece è frutto di costrizione o induzione (concussione).
In tutti i casi la corruzione produce un danno allo Stato in quanto viola le regole di concorrenza oltre a sfavorire gli imprenditori onesti producendo concorrenza sleale.

### Riferimenti normativi
- Decreto legislativo 36/2023;
- DPR 5 ottobre 2010, n. 207 (parzialmente abrogato)
- Linee guida e deliberazioni ANAC (soft law)
- Decreto ministeriale 19 aprile 2000, n. 145 (Capitolato generale di appalto)
- Legge 20 marzo 1865, n. 2248 (per quanto applicabile, e limitatamente alla parte non esplicitamente o implicitamente abrogata da leggi successive)

#### Subappalti
Oltre alle precedenti leggi trattano il tema del subappalto anche:
- Art. 35 commi 5, 28 e succ. della Legge 4 agosto 2006, n. 248
- Art. 25 del Decreto-Legge 4 ottobre 2018, n. 113